# 佐藤二朗
佐藤 二朗（さとう じろう、1969年〈昭和44年〉5月7日 - ）は、日本の俳優、脚本家、映画監督。フロム・ファーストプロダクション所属。身長181cm。
愛知県春日井市生まれ、愛知郡東郷町育ち。愛知県立東郷高等学校、信州大学経済学部卒業。

## 人物・来歴
俳優を志したのは小学4年生の時。大学在学中に就職活動をしていたころ、働きながら土日の余暇に芝居をしようと考え、学生時代にアルバイトを経験したことのある営業職で就職活動を開始した。テレビ局では制作希望が多いため、営業職で応募すると採用担当に不思議がられた。それに対して素直に「実は役者をやりたくて、週末はその活動をしたい」と答え、結果として25件連続で面接に失敗。
大学卒業後、リクルートに入社。しかし、入社式の雰囲気に違和感を覚え、初日で退職して帰郷。佐藤は後年1日での退職に関しては「言うまでもなくリクルートはさまざまなアイデアが出る素晴らしい会社です。あくまでフラフラしていた当時の俺がダメだっただけなので」と語っている。その後、劇団附属の文学座俳優養成所に入所するも1年後の入団試験に不合格だったことから、さらに別の劇団に入団するも1年で退団。
「俳優への適性がない」と感じ、26歳のころに小規模の広告代理店に再就職し、1日に16時間勤務するなど過酷な働きをしながら営業として部署トップの成績を残す。しかし、俳優への思いが再び持ち上がってきてこれを捨てきれず、1996年にかつての養成所・劇団の知り合いに声をかけて演劇ユニット「ちからわざ」を旗揚げし、全公演で作・出演を担当するなど、会社勤めをしながら俳優活動を開始。このころ行政書士の資格も志し、二度受験して二度とも不合格となる（社会保険労務士にいたっては通信教育のテキストを購入するものの1ページも読まず受験にすら至らなかった。コピーライターの通信教育のテキストは2ページ読んだところで挫折した）。
28歳の時に、鈴木裕美に誘われ、劇団「自転車キンクリート」に入団し、広告代理店を退職。
30代に入り、佐藤の出演舞台を観た堤幸彦が『ブラック・ジャックII』に医者役で起用した。ワンシーンのみの出演だったが、それを見ていた主演・本木雅弘の事務所社長に声を掛けられ、31歳で現事務所に所属することとなった。以降、映像作品への出演が続くようになり、トリッキーな役どころで話題となった。堤作品以外では、ムロツヨシとともに福田雄一作品の常連出演者となっている。
2007年にはマギーによるコントユニット（U-1グランプリ）に出演した。
2008年、『拝啓トリュフォー様』で地上波ドラマ初主演。同年、自らの強迫性障害の体験を基にした映画『memo』で監督・脚本・出演を務め、湯布院映画祭に招待された。
2019年5月23日、TBSラジオ『赤江珠緒たまむすび』にて、ゲストパートナーとしてお昼の生放送を初めて担当した。同年、10月からはTOKYO FM『佐藤二朗のいい部屋ジロー』にてパーソナリティを務めている。
2024年2月6日、自身のX（旧Twitter）で小学生の時に強迫性障害を発症していたことを公表した。
中村佳穂の同名曲にインスパイアされて書き下ろした12年ぶりの戯曲『そのいのち』で、第69回岸田國士戯曲賞候補に選ばれる。

## エピソード
- 妻とは8年の交際を経て、2003年に結婚。42歳の時に息子が生まれている[18]。
- 『ケータイ刑事 銭形泪』で脚本家デビューしている。
- 『JIN-仁-』の剃髪姿は特殊メークで着けるのに1時間かかるのに対し、『勇者ヨシヒコと魔王の城』での仏役の螺髪（）風カツラ装着の所要時間は、低予算で単に被るだけのため、わずか7秒であり、この格差について同番組記者会見では「この枠のダイナミズムを感じた」と語った[19]。
- 大泉洋の妻でフジテレビドラマプロデューサーの中島久美子は大学での同級生[20]。
- 足のサイズは31cm[21]。
- X (旧Twitter)で不定期に「うんこ」と呟くことがある。

## 出演

### テレビドラマ

#### NHK
- 蝉しぐれ（2003年）
- トキオ 父への伝言（2004年） - 日吉譲
- チェイス〜国税査察官〜（2010年） - 財津茂利
- 大河ドラマ
  - 平清盛（2012年） - 藤原家成
  - 花燃ゆ（2015年） - 沼崎吉五郎
  - 鎌倉殿の13人（2022年） - 比企能員
- 純と愛（2013年） - 世捨人（天野巌）
- 神谷玄次郎捕物控2（2015年4月3日 - 5月22日、NHK BSプレミアム） - 真木賛之助
- 埼玉発地域ドラマ「越谷サイコー」（2018年2月28日、NHK BSプレミアム） - 浦井伝助
- Eうた♪ココロの大冒険（2019年1月1日、NHK Eテレ） - ハメハメハ大王[22]
- マチスコープ（2020年4月3日-）
- ひきこもり先生（2021年6月12日 - 7月10日） - 上嶋陽平[23]
  - ひきこもり先生 シーズン2（2022年12月17日 - 24日）[24]

#### 日本テレビ
- 怖い日曜日（1999年）
- 伝説の教師（2000年） - 警察官
- 新宿暴走救急隊（2000年）
- ビューティ7（2001年）
- 本家のヨメ（2001年）
- ゴールデンボウル（2002年）- 駅員
- 共犯者（2003年） - 竹田元
- 極限推理コロシアム（2004年） - 飯田竜司
- 受験の神様（2007年） - 吉田課長
- 東京大空襲（2008年） - 真下
- ごくせん（2008年） - 牛島豊作
- THE QUIZ SHOW 2008 ORIGIN（2008年） - スマイリー北島
- LOVE GAME（2009年） - 今岡靖之
- プロゴルファー花（2010年） - 野木毅
- SKE48のマジカル・ラジオ（2011年 - 2013年） - 鬼丸二朗（プロデューサー）
- ダーティ・ママ!（2012年） - 大野道夫
- 裁判長っ!おなか空きました!（2013年 - 2014年） - 裁判長
- 金田一少年の事件簿N(neo)（2014年） - 友利圭
- デスノート（2015年） - 模木完造
- 偽装の夫婦（2015年） - 郷田天人
- ニーチェ先生（2016年） - 店長
- スーパーサラリーマン左江内氏（2017年） - 米倉 / キャプテンマン
- 過保護のカホコ（2017年） - 国村衛
  - 過保護のカホコ〜2018 ラブ&ドリーム〜（2018年9月19日）
- ブラックリベンジ（2017年、読売テレビ） - 福島勲
- 今日から俺は!!（2018年10月14日 - 12月16日） - 赤坂哲夫
  - 金曜ロードSHOW!「映画公開記念!!今日から俺は!!スペシャル」（2020年7月17日）
- シロでもクロでもない世界で、パンダは笑う。（2020年1月12日 - 3月15日、読売テレビ） - Mr.ノーコンプライアンス / 佐島源造（法務大臣）[25]
- 翔べ!工業高校マーチングバンド部〜泣き虫先生が僕らに教えてくれたこと〜（2020年4月4日、中京テレビ） - 主演・武田尚幸[26][27]
- 親バカ青春白書 第1話（2020年8月2日） - 山本五郎[28][29]
- 令和の三英傑!（2024年12月11日・18日、中京テレビ） - 織田信郎[30]

#### TBSテレビ
- QUIZ（2000年） - 安部なつき
- ハンドク!!!（2001年） - 片桐徳州
- ブラック・ジャック - 医師
  - ブラック・ジャック カルテII（2000年）
  - ブラック・ジャック カルテIII（2001年）
- アイノウタ（2002年） - 岡北忠治
- First Love（2002年） - 妹尾弘文
- 真夜中の雨（2002年） - 樋口功一
- 刑事☆イチロー（2003年） - 丸山高志
- ケータイ刑事 銭形シリーズ
  - ケータイ刑事 銭形舞（2003年） - 謎の男
  - ケータイ刑事 銭形泪（2004年） - 佐藤公安 （一部回では脚本も兼任）
  - ケータイ刑事 銭形零（2004年） - 遠州理津 （一部回では脚本も兼任）
  - ケータイ刑事 銭形雷（2006年） - 銭形雷ニセモノ1
- Stand Up!!（2003年） - 風俗店店長・郵便配達員・神主・警察官
- 恋する日曜日
  - 恋する日曜日「ダイアリー」（2003年） - ユウジ
  - 文學の唄 恋する日曜日 「夢十夜」（2005年） - 第十夜・患者
  - 恋する日曜日 第3シリーズ「アダルトな恋」（2007年） - 五十嵐富夫（脚本も兼任）
- 砂の器（2004年） - 三木博
- ホットマン（2004年） - 鶴田健太
- 四谷くんと大塚くん/天才少年探偵登場の巻（2004年） - 利根川戻
- ビー・バップ・ハイスクール（2004年） - 鬼島の後輩刑事
- H2〜君といた日々（2005年） - 医師
- スパイ道（2005年） - 総統、ハンプティ・ダンプティ将軍
- Mの悲劇（2005年） - 大川刑事
- 夜王〜YAOH〜（2005 - 2006年） - 金四郎
- ガチバカ!（2006年）
- 弁護士のくず（2006年） - 佐藤栄
- タイヨウのうた（2006年）
- 鉄板少女アカネ!!（2006年） - 山川秀喜
- 笑える恋はしたくない（2006年） - 「つぐない」の客
- きらきら研修医（2007年） - 池上一夫
- 砂時計（2007年） - 山崎昭彦
- 家に五女あり（2007年） - 団吾郎
- RESCUE〜特別高度救助隊（2009年） - 陣さん
- JIN-仁- - 福田玄孝
  - JIN-仁-（2009年10月11日 - 12月20日、TBS）
  - 開局60周年記念ドラマ JIN-仁- 完結編（2011年4月17日 - 6月26日、TBS）
- タンブリング（2010年） - 田代茂雄
- ハンマーセッション!（2010年） - 木村
- 家族八景 Nanase,Telepathy Girl's Ballad（2012年） - 清水茂蔵（第1話・第2話、第5話・第6話の脚本担当）
- パパドル!（2012年） - 苅谷隆博
- サマーレスキュー〜天空の診療所〜（2012年） - 高井聡志
- MONSTERS（2012年） - 村川英樹
- 天魔さんがゆく（2013年） - 法界天童
- Dr.DMAT（2014年） - 小曽根達也
- 月曜ゴールデン
  - ご近所探偵・五月野さつき（2008年） - 植田慎太郎
  - 女タクシードライバーの事件日誌（2003年 - 2005年、2010年 - 2014年） - 近藤太一
  - 私は屈しない〜特捜検察と戦った女性官僚と家族の465日（2011年） - 浅野検事
  - 守護神・ボディーガード 進藤輝（2012年 - 2015年） - 大崎大造
  - 全盲の僕が弁護士になった理由〜実話に基づく感動サスペンス!〜（2014年12月1日） - 山岡勲夫
- SAKURA〜事件を聞く女〜 第9話・最終話（2014年12月15日・22日） - 南里祐介
- このミステリーがすごい! ベストセラー作家からの挑戦状「残されたセンリツ」（2014年12月29日） - 安住鷹久
- 神の舌を持つ男（2016年7月 - 9月） - 宮沢寛治 [31]
- 目玉焼きの黄身 いつつぶす?（2017年11月、毎日放送） - 近藤
- やれたかも委員会（2018年4月 - 6月、毎日放送） - 能島譲

#### フジテレビ
- ラブコンプレックス（2000年） - 青木刑事
- 金曜エンタテイメント
  - お局探偵亜木子&みどりの旅情事件帳（2000年） - 佐々木昭夫
- 学校の怪談（2001年）
- マルサ!!東京国税局査察部（2003年、関西テレビ） - 安田靖緒
- 真実一路（2003年） - 松崎
- 航跡〜横山やすしフルスロットル（2004年、関西テレビ） - 岡田靖雄
  - 横山やすしフルスロットル2〜阿波鳴門純愛物語〜（2005年） - 岡田一郎
- 人間の証明（2004年） - 山路利雄
- ほんとにあった怖い話（2004年） - 藤森幸雄
- 電車男（2005年） - 黒木文人
- 積木くずし真相 〜あの家族、その後の悲劇〜（2005年） - クマちゃん
- 危険なアネキ（2005年） - 斑目潤
- HERO 特別編（2006年） - 鶏泥棒
- ブスの瞳に恋してる（2006年） - 井之頭宏
- ザ・ヒットパレード〜芸能界を変えた男・渡辺晋物語〜（2006年） - 丸山義彦
- 金曜プレステージ
  - 新宿の母物語（2006年12月）
  - 岡部警部シリーズ 多摩湖畔殺人事件（2007年8月）
  - 花いくさ 〜京都祇園伝説の芸妓・岩崎峰子（2007年11月）
  - 屋台弁護士Ⅲ～燃える屋台！村雨父子絶体絶命！～（2009年9月） - 我孫子健
- 太郎と次郎〜反省ザルとボクの夢〜（2007年） - 白虎鬼吉
- わたしたちの教科書（2007年） - 熊沢茂市
- ママが料理をつくる理由（2007年）
- 山おんな壁おんな（2007年） - 鬼瓦和男
- 医龍-Team Medical Dragon-2（2007年） - 松平幸太郎
- 33分探偵（2008年） - 鑑識官
- モンスターペアレント（2008年、関西テレビ） - 中川功
- Real Clothes（2008年・2009年、関西テレビ） - 大面厚部長
- 我はゴッホになる! 〜愛を彫った男・棟方志功とその妻〜（2008年） - 棟方善三
- 世にも奇妙な物語
  - 世にも奇妙な物語 〜2008秋の特別編〜 「どつきどつかれて生きるのさ」（2008年） - 山下
  - 世にも奇妙な物語 '19 雨の特別編 「ストーリーテラー」（2019年） - 男
- 逃亡弁護士（2010年） - 五十嵐衛
- CONTROL〜犯罪心理捜査〜（2011年） - 木下由紀夫
- 全開ガール（2011年） - モーリス佐古田
- 女信長（2013年） - 足利義昭
- 幽かな彼女（2013年、関西テレビ） - 吉岡さん
- 謎解きはディナーのあとで スペシャル〜風祭警部の事件簿〜（2013年8月2日、フジテレビ） - 阿部豊
- 約1回目のプロポーズ (2013年8月3日 - 4日) アシスタントプロデューサー児玉
- 家族の裏事情（2013年） - 三松太一
- OLカナのおじさん観察日記。（2013年11月4日 - 8日） - 佐藤和也
- 新ナニワ金融道（2015年） - 松野公吉
- ようこそ、わが家へ（2015年） - 蟹江秀太朗
- 俺のセンセイ（2016年） - 織田栄二郎
- 黒井戸殺し（2018年） - 袖丈幸四郎
- 『このミス』大賞ドラマシリーズ（カンテレ） - 特別出演[32]
  - 時空探偵おゆう 大江戸科学捜査 第2話（2019年7月12日） - 深川江戸資料館・説明員[33]
  - 名もなき復讐者 ZEGEN 第3話（2019年9月13日）[34]
  - 死亡フラグが立ちました! 第5話（2019年11月22日） - 警察署長・藤堂[35]
  - 連続殺人鬼カエル男 第4話（2020年1月31日） - 靴屋の店員[36]
  - そして、ユリコは一人になった 第4話（2020年3月27日） - 学校の校務員[37][38]
- トクメイ!警視庁特別会計係（2023年10月16日 - 12月25日） - 須賀安吾[39]

#### テレビ朝日
- 恋人はスナイパー（2001年）
- TRICK2（2002年） - 日向栄一
- 子連れ狼（2002年）- ほくろの留
- 加藤家へいらっしゃい! 〜名古屋嬢っ〜（2004年、名古屋テレビ） - 加藤雪次郎
- 弟（2004年） - チンピラ
- 富豪刑事（2005年） - 江草幸男
- 古都（2005年）
- 雨と夢のあとに（2005年） - 梅津誠一
- はるか17（2005年） - 伊賀崎文一郎
- てるてるあした（2006年） - 大木
- レガッタ〜君といた永遠〜（2006年、朝日放送共同制作） - 乾和彦
- 菊次郎とさき（2007年） - タクシーの運転手
- モップガール（2007年） - 東重男
- 未来講師めぐる（2008年） - 薮中店長
- 拝啓トリュフォー様（2008年） - 仁科明
- 就活のムスメ（2009年） - 就活センターの鈴木さん
- 必殺仕事人2009（2009年、朝日放送共同制作） - 次郎兵衛
- ダンディ・ダディ?〜恋愛小説家・伊崎龍之介〜（2009年） - 葉山修二
- 11人もいる!（2011年） - ママサンシャイン社長
- 土曜ワイド劇場
  - タクシードライバーの推理日誌（2005年 - 2012年、2013年） - 橋本係長
  - 人類学者・岬久美子の殺人鑑定2（2011年） - 篠崎裕作
  - 逆転報道の女2（2013年） - 佐々木祐一

#### テレビ東京
- 女と愛とミステリー
  - 嘱託刑事・小山田昭平「旅路の果て」（2001年） - 富田秀彦
  - 湯けむり殺人案内 なんにも専務の名推理（2003年1月、テレビ東京） - 尾崎
- 水曜シアター9横溝正史ミステリ大賞受賞作「テネシーワルツ」（2010年） - 辻井加寿夫
- ドラマ24
  - 勇者ヨシヒコシリーズ - 仏
    - 勇者ヨシヒコと魔王の城（2011年7月 - 9月）
    - 勇者ヨシヒコと悪霊の鍵（2012年10月 - 12月）
    - 勇者ヨシヒコと導かれし七人（2016年10月 - 12月）

  - アオイホノオ（2014年7月 - 9月） - MADホーリィ
  - 下北沢ダイハード 第6話（2017年8月26日） - シーモキーター
  - 浦安鉄筋家族（2020年4月 - 9月） - 大沢木大鉄[40]
- 水曜ミステリー9
  - 松本清張特別企画・鉢植を買う女（2011年） - 飯沼
- めしばな刑事タチバナ（2013年） - 立花警部
- ノーコン・キッド 〜ぼくらのゲーム史〜（2013年） - 渡辺雅史
- 執事 西園寺の名推理シリーズ - 丸山茂雄
  - 執事 西園寺の名推理（2018年4月 - 6月）
  - 執事 西園寺の名推理2（2019年4月 - 6月)
- 佐藤二朗と斎藤工が行きたくない街No.1名古屋のドラマに出演するにあたり色々考えてみた（2019年9月22日、テレビ愛知）[41]

#### WOWOW
- 再生巨流（2011年） - 星野武史
- 下町ロケット（2011年） - 三田公康
- 配達されたい私たち（2013年） - 長谷部功
- テミスの求刑（2015年） - 黒宮和彦

#### 東名阪ネット6
- 幼獣マメシバシリーズ（東名阪ネット6他） - 芝二郎
  - 幼獣マメシバ（2009年）
  - マメシバ一郎（2011年）
  - マメシバ一郎 フーテンの芝二郎（2012年）
  - 幼獣マメシバ 望郷篇（2014年）
- 犬飼さんちの犬（2011年、東名阪ネット6他） - 芝二郎
- 柴公園（2019年、東名阪ネット6、TOKYO MX、BS12トゥエルビ他） - 芝二郎

#### LaLa TV
- 恋愛ドラマをもう一度（2013年） - バーのマスター
- 私たちがプロポーズされないのには、101の理由があってだな 第3話（2014年） - 博満 役 ※脚本も担当

### Webドラマ
- たからもの（2005年11月、GyaO） - ガソリンスタンドの客
- 東京ディズニーシー5thアニバーサリーWebシネマ「Sea of Dreams」 Dream4 チップとデールみたいに - 久留米恒彦
- 湘南☆夏恋物語（2011年8月1日 - BeeTVドラマ、毎週水曜日 / 10分×全12話） - 石川譲二[42]
- 宇宙の仕事 第2話（2016年、Amazonプライム・ビデオ） - ゴーダ星人
- 銀魂 -ミツバ篇-（2017年7月、dTV） - 武市変平太の声
- 聖☆おにいさん 第5話（2018年、ピッコマTV） - 医師[43]
- 誰かが、見ている（2020年9月18日、Amazonプライム・ビデオ） - 粕谷次郎[44]
- 新解釈・三國志－異聞－（2020年12月12日 - 26日、Hulu） - 董卓 役[45]
- かぐや様は告らせたい〜天才たちの恋愛頭脳戦〜 ミニ（2021年6月1日、Amazonプライム・ビデオ） - ナレーション

### 映画
- アイコ十六歳（1983年） - アイコのクラスメイト
- ガメラ 大怪獣空中決戦（1995年） - 自衛隊ヘリコプターのパイロット
- 極道戦国志 不動（1997年） - 能間大元のボディーガード
- 溺れる魚（2001年） - 取立屋
- ハッシュ!（2001年） - 広瀬
- およう（2002年） - 彦乃の父付添人
- EGG（2002年）
- ゴジラ・モスラ・キングギドラ 大怪獣総攻撃（2001年） - 防衛軍士官・山口[1]
- 模倣犯（2002年） - 白井刑事
- ピンポン（2002年） - スタッフ
- 恋愛寫眞（2003年） - 医師
- 完全なる飼育 女理髪師の恋（2003年） - 井田
- さよならみどりちゃん（2004年）
- 海猫（2004年） - 田中
- スウィングガールズ（2004年） - バスの運転手
- 星になった少年（2005年） - 高校教師
- 蟬しぐれ（2005年） - 佐竹
- ケータイ刑事 THE MOVIE バベルの塔の秘密〜銭形姉妹への挑戦状（2006年） - 佐藤公安
- 13の月（2006年）
- バックダンサーズ!（2006年）
- シュガー&スパイス 風味絶佳（2006年） - 豊田
- 包帯クラブ（2007年） - 医師
- スマイル 聖夜の奇跡（2007年） - 芹沢靖
- memo（2008年） - 本橋純平（脚本、監督も兼任）
- ぐるりのこと。（2008年） - 内田
- 旅立ち〜足寄より〜（2008年） - 喜瀬アナウンサー
- GSワンダーランド （2008年11月） - 司会者
- 20世紀少年 第2章 最後の希望（2009年） - ホクロの巡査
- オンナゴコロ（2009年） - 歯科医ミッキー
- 細菌列島（2009年） - 桜井万里
- 非女子図鑑（2009年） - デカ長・松下
- ごくせん THE MOVIE（2009年） - 牛島豊作
- ちゃんと伝える（2009年） - 葬儀屋
- 幼獣マメシバ（2009年） - 主演・芝二郎
  - マメシバ一郎3D（2012年）
  - マメシバ一郎 フーテンの芝二郎（2013年）
  - 幼獣マメシバ 望郷篇（2014年）
- 今日からヒットマン（2009年） - ハゲ坊主
- 大洗にも星はふるなり（2009年） - マスター
- あばしり一家 THE MOVIE（2009年） - 生首団十郎
- 食堂かたつむり（2010年） - 源さん
- NECK（2010年） - 准教授
- 市民ポリス69（2011年） - 岡田
- それでも花は咲いていく「ヒヤシンス」（2011年） - 刑事
- 犬飼さんちの犬（2011年） - 芝二郎
- はやぶさ/HAYABUSA（2011年） - 磯村英樹
- アフロ田中（2012年） - 結婚式の司会者
- 綱引いちゃった!（2012年） - 市長の秘書
- コドモ警察（2013年） - プロデューサー
- ボクたちの交換日記（2013年） - 中山
- HK 変態仮面（2013年） - 真面目仮面
- 俺はまだ本気出してないだけ（2013年6月） - 占い師
- 男子高校生の日常（2013年） - 村松先生
- JUDGE / ジャッジ（2013年）
- 神様のカルテ2（2014年） - 会田卓夫
- 薔薇色のブー子（2014年） - 幸子とボートに乗るサラリーマン
- 女子ーズ（2014年） - チャールズ
- 明烏（2015年） - 五郎
- Miss Fortune （2015年） - ママ
- 天空の蜂（2015年）[46] - 今枝課長
- 全開の唄（2015年）
- 任侠野郎（2016年）
- だCOLOR?〜THE脱獄サバイバル（2016年） - 終身刑の政治犯 コミヤ[47]
- 真田十勇士（2016年） - 後藤又兵衛
- RANMARU 神の舌を持つ男（2016年） - 宮沢寛治
- 恋妻家宮本（2017年） - 五十嵐幸次
- 銀魂（2017年） - 武市変平太[48]
- 斉木楠雄のΨ難（2017年） - 神田品助
- ポンチョに夜明けの風はらませて（2017年） - 八兵衛
- blank13（2018年） - 岡宗太郎
- 50回目のファーストキス（2018年） - 藤島健太[49]
- 銀魂2 掟は破るためにこそある（2018年） - キャバクラ店長
- ザ・ファブル（2019年） - 田高田[50]
  - ザ・ファブル 殺さない殺し屋（2021年）
- 柴公園（2019年） - 芝二郎
- 宮本から君へ（2019年） - 大野平八郎[51]
- かぐや様は告らせたい〜天才たちの恋愛頭脳戦〜（2019年） - 田沼正造、ナレーション[52]
  - かぐや様は告らせたい〜天才たちの恋愛頭脳戦〜ファイナル（2021年）
- 超・少年探偵団NEO -Beginning-（2019年） - 真中先生
- エンジェルサイン「父の贈り物」（2019年） - 父親[53]
- 帰郷（2020年） - 栄次[54]
- ヲタクに恋は難しい（2020年） - 石山邦雄[55]
- 今日から俺は!!劇場版（2020年） - 赤坂哲夫[56]
- 新解釈・三國志（2020年） - 董卓[57]
- はるヲうるひと（2021年） - 真柴哲雄（原作、脚本、監督も担当）[58]
- truth〜姦しき弔いの果て〜（2022年）[59]
- さがす（2022年） - 原田智 役
- バイオレンスアクション（2022年） - 三代目組長 役
- ブラックナイトパレード（2022年） - 吉川輝 役[60]
- リボルバー・リリー（2023年） - 平岡 役[61]
- 変な家（2024年） - 主演・栗原 役（間宮祥太朗とW主演）[62]
- あんのこと（2024年） - 多々羅保 役[63]
- 夏目アラタの結婚（2024年） - 藤田信吾 役[64]
- 聖☆おにいさん THE MOVIE〜ホーリーメン VS 悪魔軍団〜（2024年） - 仙人 役[65]
- アンダーニンジャ（2025年） - 吉田昭和 役[66]
- 女神降臨 Before 高校デビュー編・女神降臨 After プロポーズ編（2025年） - 依田茂通 役[67]
- THE KILLER GOLDFISH（2025年）[68]
- 爆弾（2025年公開予定） - スズキタゴサク 役[69][70]
- 新解釈・幕末伝（2025年公開予定）- 主演・西郷隆盛（ムロツヨシとダブル主演）[71]
- 時には懺悔を（2026年公開予定） - 米本 役[72]

### Web映画
- 赤ずきん、旅の途中で死体と出会う。（2023年9月14日配信、Netflix） - 王様 役[73][74]

### Vシネマ
- 射る眼（2006年）全2作 - 宮部探偵事務所の大家

### テレビアニメ
- ちびまる子ちゃん（2019年） - 知らないおじさん 役[75]
- シキザクラ（2021年） - ガチ勢のおっさん 役[76]

### 劇場アニメ
- メアリと魔女の花（2017年） - フラナガン 役[77]
- 映画 ねこねこ日本史 〜龍馬のはちゃめちゃタイムトラベルぜよ!〜（2020年） - 平賀源内 役[78]

### 吹き替え
- インサイド・ヘッド（2015年） - ビンボン 役[79]
- シャザム!（2019年） - サンタクロース 役（ブライアン・カウルバック）
- ライオン・キング（2019年） - プンバァ 役
  - ライオン・キング:ムファサ（2024年）[80]
- ミュータント・タートルズ:ミュータント・パニック！（2023年9月22日） - スーパーフライ 役[81]

### ゲーム
- デメント（2005年） - デビリタスのモーションアクター
- Death Come True（2020年） - ミノウケンイチ[82]

### バラエティ
- TV・局中法度!（2012年10月 - 2013年3月、テレビ神奈川・千葉テレビ放送・テレビ埼玉・サンテレビジョン） - 土方歳三 役
- NAGOYA-DAGAYA（中京テレビ）
- SKE48のマジカル・ラジオ（日本テレビ） - 鬼丸二朗プロデューサー 役
- トライベッカ（2016年4月 - 6月、WOWOW）[83]
- ザックリTV（2016年10月5日 - 2017年9月27日、TBSテレビ） - 声の出演
- ご当地ラーメン探訪（2015年 - 2018年、旅チャンネル） - ナレーション [84]
- 超逆境クイズバトル!! 99人の壁（2017年12月31日 - 2021年9月25日、フジテレビ） - MC
- 佐藤二朗の生でナゴヤでらワイドショー（2018年11月10日、中京テレビ） - MC[85]
- スマホ見せてください!（2019年5月26日（25日深夜）、NHK総合） - 今田美桜の相方・のぞき見チュー（声の出演）役
- 歴史探偵（パイロット版 2019年12月18日・2020年3月25日・12月12日、レギュラー放送 2021年3月31日 - NHK総合）
- どえらいもん映像社（2019年12月30日、東海テレビ） - プロデューサー役[86]
- ニホンゴ映像社（2023年11月22日、MBS） - 社長（MC）

### ナレーション・語り
- NHKスペシャル「黒潮〜世界最大 渦巻く不思議の海〜」（2017年9月17日、NHK） - 語り
- おはなしのくに 2018年度（第6回）「かちかち山」（2018年6月25日・7月2日、NHK Eテレ） - 語り[87]
- ドライブインらーめん探訪（2019年、旅チャンネル） - ナレーション
- ドキュメンタリー「ブラジル団地 ふるさとは二つ、世界は一つ」（2025年5月30日、東海テレビ） - ナレーション[88]

### ラジオ
- 赤江珠緒たまむすび（TBSラジオ、2019年5月23日）※ゲストパートナー[13]
- 佐藤二朗のいい部屋ジロー（TOKYO FM、2019年）[14]。
- 佐藤二朗のRADIOジロー（TOKYO FM、2021年7月3日 - ）[89]
- 佐藤二朗とオヤジの時間（NHKラジオ第1、2023年5月2日・8月15日、2023年10月7日 - ）

### 広告

#### CM
- mobage 大戦乱!!三国志バトル（2013年、DeNA） - 曹操 役
- 日本生命保険相互会社
  - ご契約内容確認活動 「車も保険も」篇（2016年）
  - 「いつもと違うって、ときめける。」篇（2024年5月7日 - ）[90]
- TOYOTA 5大陸走破「理容室の男」篇（2016年）
- サントリー食品インターナショナル「オランジーナ」（2016年）[91]
- SHARP（2016年・2017年）
  - プラズマクラスター冷蔵庫「ホームフリージング」篇
  - ヘルシオグリエ「作りたてのおいしさ」篇
  - プラズマクラスター「目に見えないもの」篇
  - 蚊取空清「出産祝い」篇
  - プラズマクラスターエアコン（「年中快適」篇
- YKK AP（2016年・2017年）
  - 「サンフィールIII おかわり」篇 “sunfeelIII” （2016年）
  - 「サンフィールIII 引き留め」篇 “sunfeelIII” （2016年）
  - ルシアス 「ご案内しますね」篇 “LUCIAS : I'll show you” （2017年）
  - ルシアス 「コーヒー淹れますね」篇 “LUCIAS :I'll make some coffee” （2017年）
- 吉野家公式通販サイト「サラ牛」（2017年 - ） ※菅田将暉と共演
  - 吉野家 牛すき鍋膳（2017年） ※早見あかりと共演
  - 吉野家 牛すき鍋膳（2018年） ※太賀、若月佑美、池谷のぶえと共演
- Apple iPhone（2017年） 声の出演
- LEC（レック） お風呂のカビに3提案　激落ちくんカビシリーズ （2017年）
- ブリヂストン『タイヤの細道』シリーズ（2018年） ※綾瀬はるかと共演
- JA共済（2018年度：2018年4月 - 2019年3月）
  - 生活障害共済「働くわたしのささエール」（2018年度） - 「Mr.リスク」役。浜辺美波と共演。怪人「Mr.リスク」は病気・怪我などあらゆるリスクの化身で、若い女性・浜辺美波（はまみぃ）と“付き合っている”（付き纏っている）という設定。詳しくは「浜辺美波#JA共済」を参照のこと。
  - Web限定CM「撮影」篇（2018年3月29日公開）、「ライフムービー」篇（2018年10月1日公開）、「リスクSONG」篇（2018年11月5日公開）、「バージンロード」篇（2018年11月5日公開）
  - テレビCM「別れ話」篇（2018年4月5日 - 終了）
  - 自動車共済 「クルマスター」（2018年度）
  - テレビCM 「Mr.リスクの不満」篇（2018年4月5日 - 終了） - 「Mr.リスク」役。浜辺美波と共演。
- ファンケル
  - 健康数値サポートシリーズ「内脂サポート」（2018年 - ）[92]
  - WEB動画「ほっとけない健康ニュースリモートワーク篇」（2020年10月 - ）※WEB限定CM。吉田鋼太郎と共演[93]
- 味の素「鍋キューブ」(2018年） ※芦田愛菜と共演
- グッド・ラック「どんなときもWiFi」 『どんなときも捜査官24時』「海外」篇・「張り込み」篇（2019年） - WiFiルーターが手放せない捜査官 役 ※今田美桜と共演
- 大東建託 いい部屋ネット
  - 「ボクのいい部屋、みつけた!』篇（2019年4月3日 - ） - 横浜流星、伊藤沙莉と共演[94]
  - 「わたしのいい部屋、みつけた!』篇（2019年4月14日 - ） - 横浜流星、伊藤沙莉と共演[94]
  - 『佐藤二朗さんのアドリブストレートトーク』シリーズ 「いい部屋ネット メロディ篇」/「同 顔篇」/「 同 ラビット篇」/「同 ダジャレ篇」（2020年12月24日 - ）[95]
  - 『子離れできない』シリーズ「子離れできない父親篇」「いいへやラビット登場！篇」「いい部屋さがそう！篇」（2021年12月25日 - ） - 桜田ひより、花江夏樹と共演[96]
- サントリー「ほろよい」
  - 「ハピクルサワーもうすぐ（佐藤二朗）」篇 （2019年10月 - ）[97]
  - 「グレープもあの味だ」篇（2020年4月 - ） - 黒木華と共演[98]
  - 「ほろよい部の唄」篇（2020年11月 - ） ※黒木華と共演[99]
- スズキ「スペーシア」(2020年8月 - ） ※中越典子、芦田愛菜、寺田心と共演
- 日本スポーツ振興センター スポーツ振興くじ「BIG」 
  - 「当せん者出ました」篇（2023年3月 - ） ※石田ゆり子と共演[100]

#### WEB
- JA共済×佐藤二朗 スペシャルサイト「佐藤二朗が語る介護のこと」（2017年）
- グッド・ラック どんなときもWifi「どんなときも捜査官24時 無制限篇」「どんなときも捜査官24時 海外篇」（2019年4月23日 - ） - 今田美桜と共演 - WEBCM[101]
- プラスアルファ・コンサルティング Talent Palette（タレントパレット） - WEBCM・タクシーCM
  - 「登場編」（2021年1月18日 - ） - 小池栄子、杉本哲太と共演[102]
  - 「最適配置編」（2021年3月1日 - ） - 小池栄子、杉本哲太と共演[103]
  - 「人材育成編」（2021年4月5日 - ） - 小池栄子、杉本哲太と共演[104]
  - 「採用強化編」（2021年5月17日 - ） - 小池栄子、杉本哲太と共演[105]
- ドット勇者（2023年）

### 舞台
- そのいのち（2024年11月9日 - 28日、世田谷パブリックシアター 他） - 相馬和清 役[106]

### その他
- 嶋大輔 男の勲章（2003年版） - プロモーションビデオ

## 脚本

### テレビドラマ
- ケータイ刑事 銭形泪 1stシリーズ・第4話、2ndシリーズ・第18話（2004年、TBSテレビ）
- ケータイ刑事 銭形零 2ndシリーズ・第8話（2005年、TBSテレビ）
- ショートフィルム道「佐藤四姉妹」（2006年、TBSテレビ）
- 恋する日曜日 第3シリーズ 「アダルトな恋」（2007年、TBS）
- 家族八景 Nanase,Telepathy Girl's Ballad 第1・2・5・6話（2012年、MBS）
- だんらん（2013年1月4日、関西テレビ） ※笑福亭仁鶴芸能生活50周年記念ドラマ
- 私たちがプロポーズされないのには、101の理由があってだな第3話　シーズン2 第9話・第13話（2014年、LaLa TV）

### 映画
- memo（2008年、監督・主演も兼任）
- はるヲうるひと（2021年、原作・監督・出演も兼任）

### 漫画
- 名無し（『コミプレ-Comiplex-』2024年10月18日 - 、漫画：永田諒、原作担当[107]）

## クリエイティブ・アドバイズ
- そして、ユリコは一人になった（2020年、カンテレ）[37]

## 書籍
- 佐藤二朗なう（2016年7月14日、アミューズメントメディア総合学院 AMG出版 ISBN 978-4908388057）[108]
- のれんをくぐると、佐藤二朗（2017年12月24日、イコロ 山下書店 ISBN 978-4-9909888-0-7）

## 受賞歴

### ドラマ
- 第24回 草彅剛のがんばった大賞 MVP 『ようこそ、わが家へ』（2015年夏）[109]

### 映画
- 第14回TAMA映画賞 最優秀男優賞（『truth〜姦しき弔いの果て〜』『さがす』『バイオレンスアクション』）[110]
- 第48回日本アカデミー賞 優秀助演男優賞（『あんのこと』）[111]

### 脚本
- 第2回 江陵国際映画祭 最優秀脚本賞 『はるヲうるひと』（2020年）[112][113][114][115][116][117]